# 玉井英章
玉井 英章（たまい ひであき、1950年 - 2011年6月11日）は、日本の検察官、弁護士。
和歌山地方検察庁検事正、大阪地方検察庁次席検事、大阪高等検察庁次席検事などを歴任したが、大阪地検次席検事のときの、障害者郵便制度悪用事件の捜査において前田恒彦の証拠改ざんを隠したとして、三井環から証拠隠滅の罪で告発されたが、起訴されなかった。なお、法務大臣から減給100分の10、6ヶ月の懲戒処分を受け、依願退官した。

## 略歴
愛媛県生まれ。静岡大学に進学し、人文学部にて学んだ。その後、金沢大学の大学院に進むが、中途退学した。1976年、司法試験に合格し、司法修習生となった。
司法修習生から検察官への道を歩むことを決め、横浜地方検察庁に検事として配属された。その後、神戸地方検察庁刑事部長を務め、大阪地方検察庁では特別捜査部長を務めるなど、検察庁の要職を歴任した。その後2007年には最高検察庁の検事、2008年に和歌山地方検察庁のトップである検事正に就任した。その後、2009年大阪地方検察庁のナンバーツーである次席検事に就任した。2010年から大阪高等検察庁の次席検事兼法務総合研究所大阪支所長を務めていた。
大阪地検特捜部主任検事証拠改ざん事件に関しては、2010年10月21日付けで、三井環からの告発に対しては起訴されなかったが、逮捕された元大阪地検特捜部長・大坪弘道、元副部長・佐賀元明、元検事・前田恒彦に対する監督責任を問われ、法務大臣から減給100分の10、6ヶ月の懲戒処分を受けた。翌10月22日に依願退官した。後任は名古屋高検次席検事兼法務総合研究所名古屋支所長・松井巌。
2011年2月22日付けで、日本弁護士連合会に弁護士登録（大阪弁護士会）を認められた。同年6月11日、大動脈解離のため大阪府吹田市の病院で死去。60歳没。

## 出演

### ラジオ
- ホエール和代のワンダフルわ〜るど（和歌山放送）